# Goodrichthys eskdalensis
Il goodrittide (Goodrichthys eskdalensis) è un pesce cartilagineo estinto, appartenente agli ctenacanti. Visse nel Carbonifero inferiore (circa 345 - 343 milioni di anni fa) e i suoi resti fossili sono stati ritrovati in Scozia.

## Descrizione
Lungo circa 2,3 metri, Goodrichthys era un pesce di dimensioni notevoli soprattutto se rapportato a quelli della sua epoca. Doveva essere molto simile a un odierno squalo; possedeva due pinne dorsali, la prima situata al di sopra delle pinne pettorali, e la seconda appena dopo le pinne pelviche. Entrambe le pinne dorsali erano precedute da una piccola spina. Queste spine erano più piccole rispetto a quelle di altri animali simili, come Ctenacanthus, e al posto di avere la classica ornamentazione a pettine possedevano semplici file di tubercoli (caratteristica che si riscontra anche in Bythiacanthus). Le spine delle pinne dorsali erano profondamente inserite nella massa muscolare dell'animale e si appoggiavano su una cartilagine basale di forma triangolare che sosteneva ciascuna delle due pinne dorsali. Questa cartilagine è un carattere che si ritroverà anche negli squali odierni (Neoselachii). La pinna caudale era ben sviluppata e a forma di mezzaluna, e indica che Goodrichthys era un nuotatore potente. Proprio davanti alla pinna caudale si trovava una piccola pinna anale. Le pinne pettorali e pelviche, così come il cranio, non sono ben conosciuti, ma la sospensione della mascella era di tipo anfistilico. 
I denti erano di tipo cladodonte, assai simili a quelli di Cladoselache; la dentatura era moderatamente diversificata, con i denti più grandi dotati di tre cuspidi laterali e i denti più piccoli solo due per ciascun lato. La cuspide mediana era grande e rozzamente striata. La base dei denti era molto simile a quella di Cladodus del Devoniano superiore, con un asse prominente e non divisa e una cresta orolinguale quasi rettilinea (Ginter, 2009). 

## Classificazione
Goodrichthys eskdalensis venne descritto per la prima volta da J. A. Moy-Thomas nel 1951, sulla base di un fossile pressoché completo proveniente da Glencartholm in Scozia. Il fossile fu originariamente raccolto da almeno 200 blocchi rocciosi differenti, e quindi fu necessario un lavoro notevole per poter ricostruire l'animale. Altri fossili sono stati ritrovati in seguito e hanno permesso di confermare le relazioni di parentela di Goodrichthys con gli ctenacanti, un gruppo di squali tipici del Paleozoico superiore che sono considerati vicini all'origine dei Neoselachii (gli squali di tipo moderno) a causa di alcune caratteristiche delle pinne. 

## Paleobiologia
Goodrichthys visse in un ambiente marino ricco di prede, che comprendevano numerosi pesci ossei (come Tarrasius, Canobius, Platysomus) ma anche altri pesci cartilaginei come Onychoselache, Chondrenchelys e Deltoptychius. Accanto a Goodrichthys vivevano altri predatori come Sphenacanthus e soprattutto i pesci rizodonti come Strepsodus.